# Березно (Люблінське воєводство)
Березно (або Брезно, пол. Brzeźno) — село в Польщі, у гміні Дорогуськ Холмського повіту Люблінського воєводства. Населення — 962 особи (2011).

## Історія
.

Група мешнканців Березна на фоні давної церкви, зруйнованвої у 1938 р. під час акції Ревіндикації

1704 року вперше згадується православна церква в селі.
За даними етнографічної експедиції 1869—1870 років під керівництвом Павла Чубинського, у селі здебільшого проживали греко-католики, які розмовляли українською мовою.
У 1914 році в селі зведено нову православну церкву. У липні-серпні 1938 року польська влада в рамках великої акції руйнування українських храмів на Холмщині і Підляшші знищила місцеву православну церкву.
У 1975—1998 роках село належало до Холмського воєводства.

## Населення
Демографічна структура станом на 31 березня 2011 року:
|          | Загалом | Допрацездатний вік | Працездатний вік | Постпрацездатний вік |
| -------- | ------- | ------------------ | ---------------- | -------------------- |
| Чоловіки | 479     | 98                 | 340              | 41                   |
| Жінки    | 483     | 83                 | 301              | 99                   |
| Разом    | 962     | 181                | 641              | 140                  |